# Kelly Clarkson
Kelly Brianne Clarkson (Fort Worth, Teksas, 24. travnja 1982.) američka je pop/rock pjevačica (spinto sopran), glumica, pobjednica prve sezone američkog showa o talentima Američki Idol i dobitnica tri Grammyja.

## Životopis
Clarkson je rođena 24. travnja 1982. u Fort Worthu u Teksasu, a odrasla je u malom gradu Burlesonu u Teksasu. Ona je treće i najmlađe dijete Jeannea Ann Rose i Stephena Michaela Clarksona. Kelly ima brata Jasona i sestru Alyssu. Kada je Clarkson imala 6 godina, roditelji su joj se rastali nakon 17 godina braka. Brat joj je otišao živjeti s ocem, sestra je otišla kod tetke, a Kelly je ostala s majkom. Clarkson se često selila po Teksasu dok je njena majka radila razne poslove kako bi prehranila obitelj. Nakon nekog vremena, obitelj Clarkson je počela živjeti u Burlesonu, gdje se Kellyina majka udala za Jimmyja Taylora. 
Clarkson je pohađala osnovnu školu Fulton Middle School i srednju školu Burleson High School. Prvo je željela postati biolog, ali u 7. razredu osnovne škole, profesorica čula kako pjeva na školskom hodniku i nagovorila ju da se pridruži školskom zboru. U srednjoj školi je bila u raznim školskim mjuziklima. 
Nakon što je 2000. maturirala, Clarkson je radila razne poslove kako bi uspjela skupiti novac za svoj prvi demo CD koji je mislila ponuditi diskografskim kućama. Diskografske kuće su ju odbijale, a onda se Kelly odlučila odseliti u Hollywood kako bi tamo potražila uspjeh u glazbenom svijetu. Trebala je raditi s tekstopiscem Gerryjem Goffinom, ali Gerry se iznenada razbolio i nije radio s njom. Nakon toga, Kelly se pojavila u nekim serijama i odigrala je malu ulogu u filmu Issues 101. Nakon 4 mjeseca života u Hollywoodu, stan u kojem je živjela je izgorio u požaru i Kelly se odlučila vratiti kući u Teksas. Clarkson je tamo radila razne poslove sve dok se 2002. godine nije prijavila na audiciju za talent show Američki Idol.

## Diskografija
| - Thankful (2003.) - Breakaway (2004.) - My December (2007.) - All I Ever Wanted (2009.) - Stronger (2011.) | - "A Moment Like This" - "Since U Been Gone" - "Because of You" - "My Life Would Suck Without You" - "Stronger (What Doesn't Kill You)" |

## Filmografija

### Filmovi
- Issues 101 (2002.)
- From Justin to Kelly (2003.)

## Osvojene nagrade
Grammy
- 2006.: Best Female Pop Vocal Performance - "Since U Been Gone"
- 2006.: Best Pop Vocal Album - Breakaway

Billboard Music Awards
- 2003.: Best Selling Single of the Year - "A Moment Like This"
- 2005.: Hot 100 Female Artist
- 2005.: Pop 100 Artist of the Year
- 2005.: Pop 100 Female Artist
- 2005.: Pop 100 Single - "Since U Been Gone"
- 2005.: Pop 100 Airplay Single - "Since U Been Gone"
- 2005.: Hot Digital Track - "Since U Been Gone"
- 2005.: Hot Dance Radio Airplay Artist
- 2005.: Hot Adult Contemporary Artist
- 2005.: Hot Adult Contemporary Song - "Breakaway"
- 2005.: Top Soundtrack Single - "Breakaway"
- 2005.: Adult Contemporary Artist

MTV Video Music Awards
- 2005.: Best Pop Video - "Since U Been Gone"
- 2005.: Best Female Video - "Since U Been Gone"
- 2006.: Best Female Video - "Because Of You"

MTV Asia Awards
- 2006.: Favorite Female Artist

People's Choice Awards
- 2005.: Favorite Female Performer

American Music Awards
- 2005.: Adult Contemporary Artist
- 2005.: T-Mobile Text-In Award (Artist Of The Year)
- 2006.: Favorite Adult Contemporary Artist
- 2006.: Favorite Female Pop/Rock Artist

TRL Awards
- 2006.: Countdown Killer

Teen Choice Awards
- 2003.: Choice Female Music Artist
- 2005.: Choice Album - "Breakaway"
- 2005.: Choice Summer Song - "Behind These Hazel Eyes"
- 2005.: Choice Single - "Since U Been Gone"
- 2005.: Choice Female Artist
- 2006.: Choice Female Artist

Nickelodeon Kids' Choice Awards
- 2006.: Favorite Female Singer

Radio Disney Music Awards
- 2005.: Best Sleepover Song - "Since U Been Gone"
- 2005.: Best Song To Sing Really, Really Loud - "Since U Been Gone"

Radio Music Awards
- 2005.: Artist Of The Year/Mainstream Hit Radio

Belgian TMF Awards
- 2006.: Best Pop Internationaal
- 2006.: Best Female Internationaal

Much Music Video Awards
- 2006.: People's Choice - Favourite International Artist

AOL Awards
- 2004.: Hottest Song - "The Trouble With Love Is"
- 2005.: Best Musical Buddy

XM Nation Awards
- 2005: Pop Artist Of The Year
- 2005: Dashboard Anthem - Best Pop Sing-Along - "Since U Been Gone"

New Music Weekly Awards
- 2004: Female Artist Of The Year
- 2004: Top 40 Single Of The Year - "Miss Independent"

ASCAP Pop Music Awards
- 2004.: Song Writer Award (Kelly Clarkson & Rhett Lawrence – "Miss Independent")
- 2007.: Song of The Year Award - "Because Of You"
- 2007.: Most Played Songs of The Year Award ("Because Of You", "Behind These Hazel Eyes", "Walk Away")

BDS Certified Spin Award
- 2003.: 50,000 Spins - "Low"

## Vanjske poveznice
- KellyClarksonWeb.com — američka službena stranica
- Kelly Clarkson — Internet Movie Database